# Señorío de Burgrain
El Señorío de Burgrain (en alemán, Herrschaft Burgrain) fue un exclave territorial del Principado episcopal de Frisinga, por tanto, una dependencia territorial de uno de los estados imperiales eclesiásticos (esto es, regido por un príncipe-obispo como señor feudal) del Sacro Imperio Romano Germánico. Fue secularizado por Baviera en 1802, un poco antes de que este acto de fuerza consumado fuera normalizado y legalizado por el decreto imperial de la Reichsdeputationshauptschluss de 1803, apenas dos años antes de la propia desaparición del Sacro Imperio.

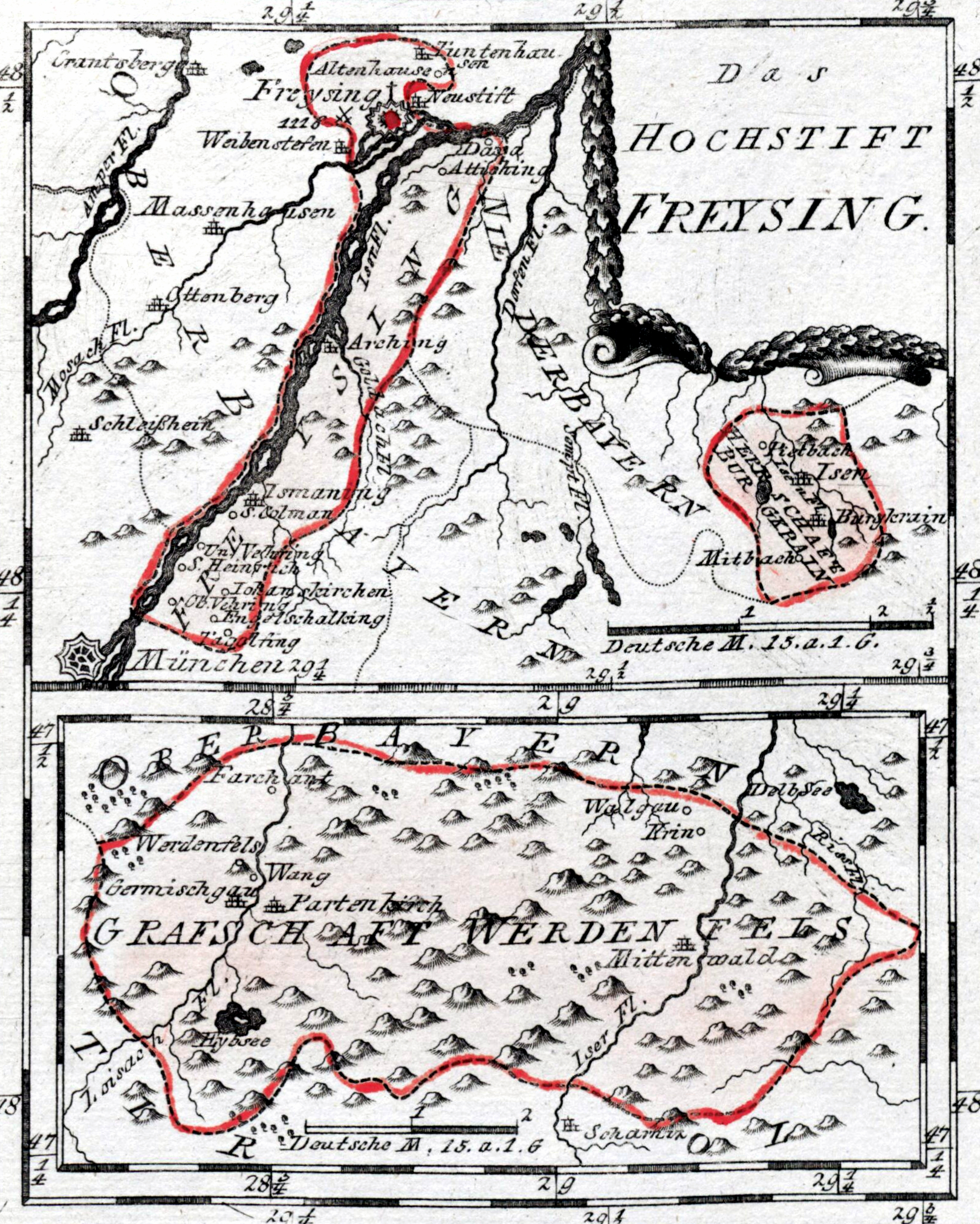
Mapa del Principado episcopal de Frisinga con el exclave de Burgrain (derecha)

## Geografía
El Señor de Burgrain fue, hasta su incorporación en el Reino de Baviera, el príncipe-obispo de Frisinga. La sede de su principado, la cátedra y ciudad de Frisinga y el territorio contiguo de influencia estaban separados del Señorío de Burgrain por el distrito de Erding (Landgericht Erding), que pertenecía a los duques de Baviera. Burgrain fue por tanto un exclave del Obispado de Frisinga, rodeado por el norte y el oeste por el Ducado y, más tarde, Electorado de Baviera, y por el este y el sur, por el Condado Imperial de Haag. El territorio del Señorío de Burgrain descansaba a lo largo de la cuenca alta del río Isen, que lo cruzaba de sur a norte. Centrado en la capital inicial del Señorío, Isen y su Colegiata, tenía unos 10 km de norte a sur y unos 5 km de oeste a este.
Las localidades más importantes fueron: 
- Burgrain, la capital "civil y administrativa" y residendia de la corte de justicia. La defensa del territorio estaba centrada en el Castillo de Burgrain, que fue la residencia de los príncipes-obispos cuando visitaban su señorío
- Isen, la capital "eclesiástica", pues al final, el cabildo de la Colegiata de Isen tuvo el poder de nombrar a los sacerdotes-párrocos en las aldeas del Señorío, sin injerencia del príncipe-obispo de Frisinga
- Mittbach, situado en el extremo sur del territorio

## Historia

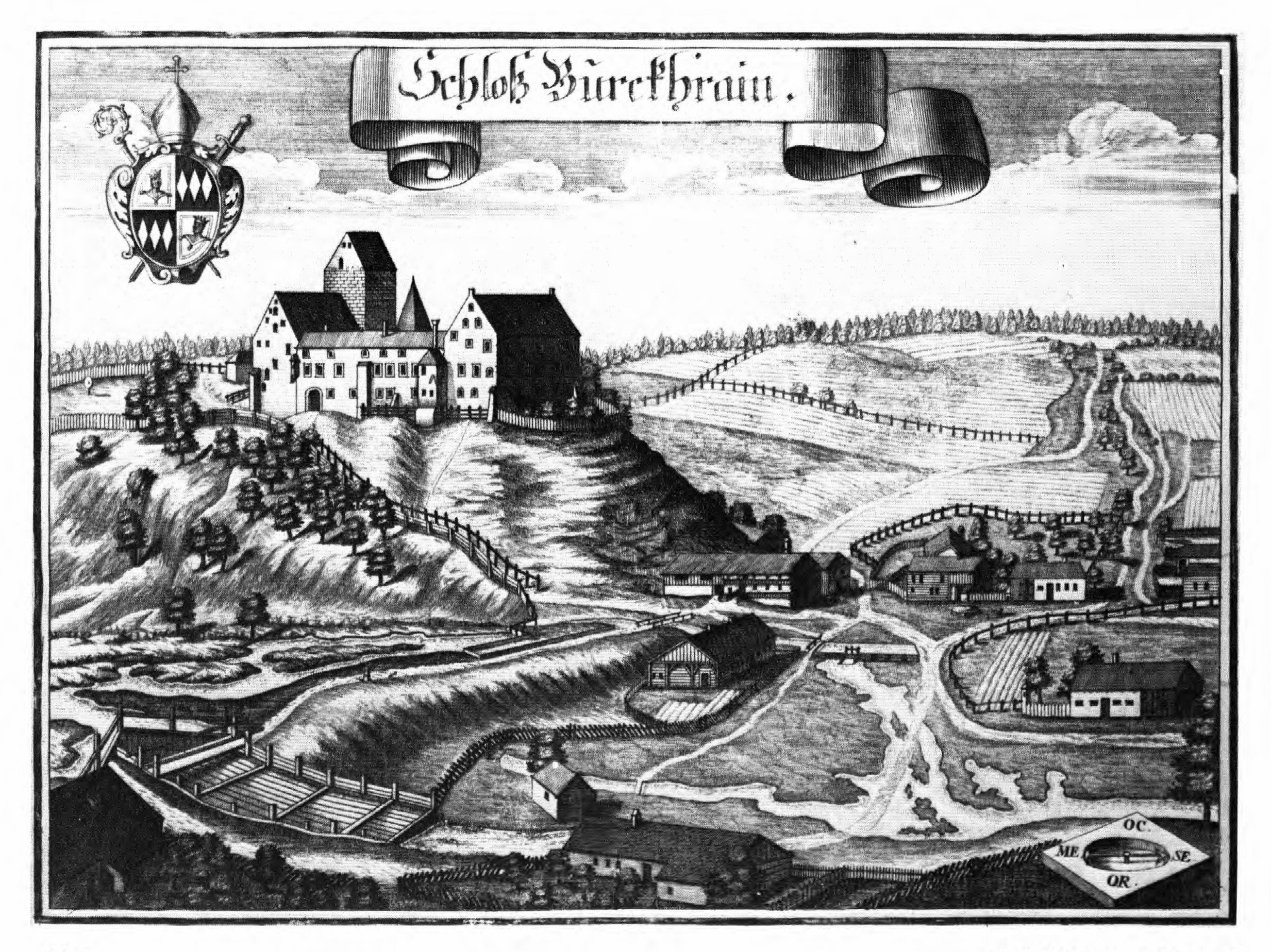
Grabado sobre cobre del Castillo de Burgrain, por Michael Wening, en su obra Topographia Bavariae, hacia 1700

El territorio del Señorío de Burgrain, situado en el territorio ancestral del clan bávaro de los fagana, fue adquirido por los primeros obispos de Frisinga a finales del siglo VIII. Cedieron el usufructo fiscal del Señorío a la emperatriz Santa Cunegunda.
El Señorío sufrió las invasiones magiares de los siglos IX y X, que destruyeron la Abadía de Isen. Fue reconstruida en estilo románico y convertida en Colegiata agustina. El Castillo de Burgrain, reforzado en el siglo XIV, fue dirigido por tenientes hasta que pasó al dominio directo de los príncipes-obispos de Frisinga hacia el 1600, en continuos conflictos legales con el Condado de Haag. El Señorío padeció la Guerra de los treinta años, siendo ocupado por suecos y franceses, que incendiaron el Castillo de Burgrain.
Fue secularizado por el Reino de Baviera en 1802, y poco después este hecho consumado fue legalizado por la Reichsdeputationshauptschluss de 1803, que determinó la mediatización de los estados imperiales ocupados por Napoleón al oeste del Rin y la secularización de todos los estados eclesiásticos del Sacro Imperio.